# Krik
Krik (norveški: Skrik) najpoznatija je slika norveškog ekspresionista Edvarda Muncha koja prikazuje užasnutu, pomalo demonsku figuru kako stoji na mostu nasuprot krvavocrvenog neba. Slika bi trebala simbolizirati ljudsku vrstu nadjačanu osjećajem egzistencijalnog straha i tjeskobe. Pejzaž u pozadini je Oslofjord, gledan s brda Ekeberg, nedaleko od Osla. U neposrednoj je blizini bila bolnica za mentalno oboljele, gdje je bila smještena njegova sestra Laura koju je svakodnevno posjećivao.
Sam Munch stvorio je od 1893. do 1910. godine nekoliko verzija „Krika” (izvorno je naziv bio na njemačkom: Der Schrei der Natur, tj. „Krik prirode”), koje se nalaze u raznim muzejima i privatnim zbirkama. 
- 1893. pastel na kartonu; vjerojatno najranija verzija Krika, ova pastelna skica je predložak na kojoj je Munch mapirao osnovnu kompoziciju.
- 1895. litografija; nekih 45 otisaka je nastalo prije no što je umjetnik obrisao s kamena.
- 1895. pastel na kartonu koji je prodan za skoro 120 milijuna $ na aukciji koju je 2012. god. održao Sotheby's[3].
- 1910. tempera na kartonu koja je bila ukradena iz Munch Museuma 2004., ali i vraćena 2006. godine.

Krik je također bio meta mnogih krađa. Prva krađa bila je 1994., kada je ukraden original iz Osla, no slika je ubrzo vraćena. Godine 2004. slika je, zajedno s Munchovom Bogorodicom, ponovo ukradena, ovaj put iz Munchovog muzeja i nađena je tek 2006. godine. Nakon uspješne restauracije, slika se nalazi u stalnom postavu muzeja od svibnja 2008.